# American Journal of Public Health
Das American Journal of Public Health ist eine monatlich erscheinende, begutachtete wissenschaftliche Fachzeitschrift, die seit 1911 von der American Public Health Association herausgegeben wird. Chefredakteurin ist Mary E. Northridge.
Der Impact Factor lag im Jahr 2016 bei 3.858, der fünfjährige Impact Factor bei 4,877. Damit lag das Journal bei dem Impact Factor auf Rang 24 von insgesamt 176 wissenschaftlichen Zeitschriften in der Kategorie „Public, Environmental and Occupational Health“.